# Бурынский сахарный завод
Бурынский сахарный завод (укр. Буринський цукровий завод) — предприятие пищевой промышленности в городе Бурынь Конотопского района Сумской области Украины.

## История

### 1894—1917
Строительство сахарного завода в селе Бурынь Путивльского уезда Курской губернии Российской империи началось в 1894 году, в 1895 году он начал работу.
В ходе революции 1905—1907 гг. 12 октября 1905 года рабочие завода начали забастовку, во время которой на предприятии были распространены листовки.
После начала Первой мировой войны 2 августа 1914 года был введён запрет на производство и продажу спиртных напитков и положение завода осложнилось в связи с сокращением закупок сахара для производства спирта, а также из-за мобилизации части работников и крестьян в действующую армию (это привело к сокращению посевов сахарной свеклы, которая служила сырьём для производства сахара). Несмотря на осложнения, к началу 1917 года производственные мощности сахарного завода составляли около 800 пудов в год, при заводе действовали ремонтные мастерские и рафинадный завод (изготавливавший рафинад из сахара-песка).

### 1918—1991
В конце января 1918 года в Бурыни была установлена Советская власть, на предприятии был введён 8-часовой рабочий день и установлен рабочий контроль, но 29 марта 1918 года Бурынь оккупировали австро-немецкие войска. В период немецкой оккупации рабочие сахарного завода саботировали выполнение распоряжений оккупантов, а при отступлении немецких войск в ноябре 1918 года организовали охрану предприятия, обеспечив сохранность оборудования и не допустив вывоза 400 тыс. пудов рафинада и 60 тыс. пудов патоки.
В конце ноября 1918 года в Бурыни была восстановлена Советская власть. После проведения в конце февраля 1919 года съезда представителей предприятий и сёл волости был избран волостной Совет рабочих и крестьянских депутатов, который принял решение о национализации завода.
В сентябре — ноябре 1919 года Бурынь оказалась в зоне боевых действий и завод серьёзно пострадал, но уже в январе 1920 года в помещениях заводского управления были открыты столовая, народный дом и коммунистический клуб, после окончания гражданской войны началось восстановление завода.
В 1924 году при заводе открыли библиотеку и заводской клуб.
В 1925 году завод возобновил работу, в конце 1925 года восстановление было завершено. В 1925—1926 гг. было произведено 863 677 пудов сахара-песка и 1 683 303 пудов рафинада. После реконструкции предприятия в 1928 году производственные мощности были увеличены.
Перед началом Великой Отечественной войны в 1941 году общая численность работников завода составляла 2,5 тыс. человек, перерабатывающие мощности обеспечивали переработку до 1100 тонн свеклы в сутки. Во время войны оборудование завода было эвакуировано в город Белебей Башкирской АССР.
В ходе боевых действий и немецкой оккупации посёлка в 1941—1943 гг. завод был полностью разрушен, но в соответствии с четвёртым пятилетним планом восстановления и развития народного хозяйства СССР — восстановлен и в 1948 году возобновил работу (всего в 1948 году завод произвёл 4 тыс. тонн сахара-песка).
В это время завод стал предприятием союзного значения и в мае 1948 года был передан в прямое подчинение главного управления сахаро-рафинадной промышленности Министерства пищевой промышленности СССР.
В 1958 году завод был переведён на использование жидкого топлива, что повысило эффективность работы предприятия.
Для обеспечения завода сырьём, в конце 1950-х годов два колхоза Бурынского района (колхоз им. маршала Тимошенко и колхоз им. Парижской коммуны были преобразованы в свеклосовхозы и вместе с заводом образовали Бурынский сахарный комбинат.
В 1960 году комбинат перерабатывал 1500 тонн свеклы в сутки и произвёл 33 890 тонн сахара.
В советское время комбинат входил в число крупнейших предприятий города.

### После 1991
После провозглашения независимости Украины комбинат перешёл в ведение ассоциации «Укрсахар».
В июле 1995 года Кабинет министров Украины утвердил решение о приватизации сахарного комбината, в дальнейшем государственное предприятие было преобразовано в открытое акционерное общество. В связи с прекращением деятельности и расформированием свеклосовхозов предприятие было переименовано в Бурынский сахарный завод.
В начале 2000-х годов собственником завода стала корпорация «Интерпайп», но в мае 2004 года он был продан ООО «Сумысахар».
До 2008 года Бурынский сахарный завод оставался в рабочем состоянии, но в 2008 году уже не функционировал, в дальнейшем прекратившее производственную деятельность предприятие начали разбирать на металлолом. 12 декабря 2009 года хозяйственный суд Сумской области признал завод банкротом.

## Дополнительная информация
- в советское время на предприятии выходила заводская многотиражная газета, редактором которой некоторое время работал поэт Филипп Рудь, партизан Сумского партизанского соединения С. А. Ковпака.